# 齐美公布
齐美公布（藏語：འཇིགས་མེད་མགོན་པོ，威利转写：'jigs med mgon po；1909年—1966年）又译启梅根宝，藏族，四川德格人，江达头人。

## 生平

### 早年生涯
1909年，齐美公布出生于德格汪布顶乡卡松渡村。后来成为中国国民党党员。齐美公布是德格土司派往江达宗的一个管家。
昌都战役后，齐美公布出任昌都地区江达宗解放委员会主任。1956年4月，在赴拉萨参加西藏自治区筹备委员会成立大会期间，他曾向一位朋友称：“江东从康定到甘孜都暴动了，到底怎么看待这件事？我曾找过达赖兄长、基巧堪布洛桑三旦请教看法和指示，并向他打听过达赖对这件事的态度，洛桑三旦对我说，‘很好呀！暴动能搞起来，达赖佛爷肯定支持’。”洛桑三旦还对齐美公布称：“昌都地区应按江东地区行动”（指按金沙江以东的康区一样进行武装暴动）。

### 第一次暴动
1956年7月中旬，齐美公布回到江达宗不久，江达宗召开了各界代表会议，讨论贯彻西藏自治区筹备委员会决议，实行民主改革，昌都地区人民解放委员会希望江达宗带头实行民主改革，但齐美公布坚决不同意。当天晚上，齐美公布不辞而别，上山同已从江西地区（金沙江以西的康区）逃来的德格土司的大管家俄马日郎结合，开始暴动，在川藏公路岗拖至妥坝一线开展破袭及抢劫。
1956年8月6日，中国人民解放军西藏军区召开了全区团以上干部会议，通报情况，配置兵力应对。同时，对齐美公布的争取工作也在不断进行。1956年9月，西藏自治区筹备委员会派出秘书长阿沛·阿旺晋美和第十六世噶玛巴活佛赴昌都江达，劝降齐美公布。此前，中共昌都分工委副书记张文波也曾赴江达做工作。但齐美公布拒绝同这些人见面。
1957年1月18日，昌都警备区昌南指挥部成立，邦达多吉任司令员，中共西藏工委统战部部长陈竞波任政治委员，昌都警备区副政治委员戴毅新为副政治委员。指挥部随后入宁静地区，开展争取普巴本等人的工作。 同时，经中共西藏工委与中共四川省委协调，中共昌都分工委和中共甘孜藏族自治州委决定组成以昌都地区人民解放委员会副主任降央白姆为团长、中共甘孜藏族自治州委副书记王启为副团长的昌东工作团，赴江达等地争取齐美公布及从江东地区逃往此处的“叛乱骨干”。降央白姆等人抵达江达之后，齐美公布到会听取了政策解释，但仍对改革抱怀疑态度。
1957年下半年，降央白姆和中共昌都分工委统战部长阎桃源前往做工作，齐美公布终于在1957年底前回到江达，表示“愿意和平解决”，停止了暴动。整个昌都地区都加强了对“六年不改”方针的宣传及对“叛乱武装”的争取。加上四川康区的大规模“武装叛乱”已经基本平息，昌都地区的紧张形势渐趋缓和。

### 第二次暴动
1959年藏区骚乱中，齐美公布再度领导并参加了暴动。
1958年冬，恩珠仓·贡布扎西率“卫教军”一部撤至边坝地区，在恩达、丁青、嘉黎、扎木之间以边坝为中心的地区建立根据地。1959年藏区骚乱爆发后，1959年秋冬，该地区已有一万余人的武装，占西藏“叛乱”武装数量的43%，其中骨干有5000多人，各种枪支6000多支。1959年9月以后，美国中央情报局在该地区空降藏籍美国特务扎西仁登等17人，还空投了高射机枪、无后座力炮、30式步枪、手榴弹等武器弹药及电台等物资8个架次。1959年10月，该区域的武装人员在边坝组成了“四水六岗卫教军总部”及最高指挥机构“团结会”。比如寺活佛夏仲、边坝寺活佛阿旺洛桑、强巴林寺第二大活佛谢瓦拉等人为首领，德格小土司乌嘎、江达头人齐美公布、丁青头人呷日本·才旺多吉、松宗头人蔡刀、边坝宗本秘书普顿堆等十多人为各路军队的司令。
1960年初，边坝地区被中国人民解放军西藏军区划为“一号地区”，由丁指直接指挥约1.8万人的兵力进行围歼。参战的中国人民解放军部队于2月25日前进到战区边沿集结，形成合围态势，2月29日开始战役，3月22日起开始全面搜剿，经过连续25天搜剿，毙伤及俘获包括大部分空降特务及骨干在内的一万多名“叛乱分子”，俘获了夏仲、乌嘎、康多嘎多、普顿堆、齐美公布、呷日本·才旺多吉，缴获大批武器弹药，将该地区武装消灭。1960年3月26日， 中央军委通报嘉奖参加一号地区平叛的中国人民解放军部队。
当时中国人民解放军开始在昌都“平叛”后，齐美公布率残余兵力四处逃跑。在一次围剿“叛乱分子”战斗中，中国人民解放军抓获了齐美公布的妻子及女儿。通过政治思想工作，齐美公布的妻子和女儿答应不再参加叛乱，并致信齐美公布，劝其投降。齐美公布最终率残余兵力缴械投降。
1966年，齐美公布逝世。